# Ingegerd Fränberg
Laila Ingegerd Linnéa Fränberg (12 agosto 1947) è un'ex sciatrice alpina svedese.

## Biografia
Ingegerd Fränberg vinse il titolo nazionale svedese nella discesa libera nel 1973; non debuttò in Coppa del Mondo e non prese parte a rassegne olimpiche o iridate.

## Palmarès

### Campionati svedesi
- 1 oro (discesa libera nel 1973)[1]